# Альбін (Вайомінг)
Альбін (англ. Albin) — місто (англ. town) в США, в окрузі Ларамі штату Вайомінг. Населення — 169 осіб (2020).

## Географія
Альбін розташований за координатами 41°25′1″ пн. ш. 104°6′6″ зх. д. / 41.41694° пн. ш. 104.10167° зх. д. (41.416941, -104.101549).  За даними Бюро перепису населення США в 2010 році місто мало площу 0,38 км², уся площа — суходіл.

### Клімат
| Клімат : Альбін       | Клімат : Альбін | Клімат : Альбін | Клімат : Альбін | Клімат : Альбін | Клімат : Альбін | Клімат : Альбін | Клімат : Альбін | Клімат : Альбін | Клімат : Альбін | Клімат : Альбін | Клімат : Альбін | Клімат : Альбін | Клімат : Альбін |
| Показник              | Січ.            | Лют.            | Бер.            | Квіт.           | Трав.           | Черв.           | Лип.            | Серп.           | Вер.            | Жовт.           | Лист.           | Груд.           | Рік             |
| Середній максимум, °C | 3,7             | 5,6             | 9,1             | 14,5            | 20,1            | 26,0            | 30,2            | 29,2            | 24,3            | 17,4            | 8,8             | 4,3             | 16,1            |
| Середній мінімум, °C  | −9,2            | −7,7            | −5,3            | −1              | 4,5             | 9,4             | 13,0            | 12,2            | 7,2             | 1,3             | −4,7            | −8,3            | 1,0             |
| Норма опадів, мм      | 18              | 15              | 38              | 48              | 74              | 66              | 53              | 43              | 36              | 28              | 20              | 18              | 460             |
| --------------------- | --------------- | --------------- | --------------- | --------------- | --------------- | --------------- | --------------- | --------------- | --------------- | --------------- | --------------- | --------------- | --------------- |
| Джерело: Weatherbase  |                 |                 |                 |                 |                 |                 |                 |                 |                 |                 |                 |                 |                 |

## Демографія

### Перепис 2010
Згідно з переписом 2010 року, у місті мешкала 181 особа в 59 домогосподарствах у складі 44 родин. Густота населення становила 476 осіб/км².  Було 71 помешкання (187/км²).
Расовий склад населення:
| - 93,9 % — білих - 0,6 % — корінних американців - 0,6 % — азіатів - 4,4 % — осіб інших рас |

До двох чи більше рас належало 0,6 %. Частка іспаномовних становила 34,3 % від усіх жителів.
За віковим діапазоном населення розподілялося таким чином: 36,5 % — особи молодші 18 років, 59,1 % — особи у віці 18—64 років, 4,4 % — особи у віці 65 років та старші. Медіана віку мешканця становила 28,1 року. На 100 осіб жіночої статі у місті припадало 103,4 чоловіків;  на 100 жінок у віці від 18 років та старших — 113,0 чоловіків також старших 18 років.
Середній дохід на одне домашнє господарство  становив 38 293 долари США (медіана — 40 875), а середній дохід на одну сім'ю — 42 336 доларів (медіана — 41 667). За межею бідності перебувало 29,6 % осіб, у тому числі 37,0 % дітей у віці до 18 років та 13,3 % осіб у віці 65 років та старших.
Цивільне працевлаштоване населення становило 60 осіб. Основні галузі зайнятості: сільське господарство, лісництво, риболовля — 25,0 %, освіта, охорона здоров'я та соціальна допомога — 20,0 %, науковці, спеціалісти, менеджери — 15,0 %, будівництво — 13,3 %.
За даними перепису 2000 року,
на території муніципалітету мешкало 120 людей, було 54 садиб та 32 сімей.
Густота населення становила 330,9 осіб/км². Було 70 житлових будинків.
З 54 садиб у 24,1% проживали діти до 18 років, подружніх пар, що мешкали разом, було 51,9 %,
садиб, у яких господиня не мала чоловіка — 3,7 %, садиб без сім'ї — 38,9 %.
Власники 37,0 % садиб мали вік, що перевищував 65 років, а в 22,2 % садиб принаймні одна людина була старшою за 65 років.
Кількість людей у середньому на садибу становила 2,22, а в середньому на родину 2,91.
Середній річний дохід на садибу становив 25 625 доларів США, а на родину — 38 750 доларів США.
Чоловіки мали дохід 26 000 доларів, жінки — 18 750 доларів.
Дохід на душу населення був 13 174 доларів.
Приблизно 6,7 % родин та 12,5 % населення жили за межею бідності.
Серед них осіб до 18 років було 19,0 %, і понад 65 років — 31,3 % .
Середній вік населення становив 46 років.